# Альфред Мур (1755)
Альфред Мур (англ. Alfred Moore 21 мая 1755 — 15 октября 1810) — судья в Северной Каролине, впоследствии судья Верховного суда США. В 1784 году в его честь назван парк и площадь, расположенные в городе Роли, Северная Каролина.

## Семья и ранние годы жизни
Альфред Мур родился в округе Нью-Хановер, Северная Каролина. Отец Альфреда — Морис Мур занимался юридической практикой, стал колониальным судьей в Северной Каролине. Альфред учился в Бостоне. После возвращения стажировался у своего отца. Впоследствии был принят в соответствующую адвокатскую коллегию.

## Карьера
В 1755 году в период войны за независимость США Альфред Мур служил капитаном в первом полку на линии фронта в Северной Каролине. Полковником данного полка был его дядя Джеймс Мур.
В июне 1776 года принимал участие в защите Чарльстона, Южная Каролина. В 1777 году служил в ополчении против британского генерала Чарльза Корнуоллиса после сражения при Гилфорд-Кортхауз.
Война принесла семье Мура большие потери. Британские войска захватили плантации Мура и сожгли дом семьи. Отец, брат и дядя Альфреда пали на полях сражений.
В конце войны Альфред Мур был избран в Генеральную Ассамблею Северной Каролины.
В 1782 году Альфред Мур избран Генеральной Ассамблеей Северной Каролины на должность генерального прокурора. Мур занимал эту должность вплоть до 1791 года.
Мур был ярым федералистом, выступавшим за сильное национальное правительство. После того как Северная Каролина отклонила ратификацию в 1788 году Конституции США, Альфред Мур взял на себя ведущую роль в обеспечении её последующей ратификации.
После принятия Северной Каролины в Союз в качестве 12-го штата после ратификации Конституции США, Мур работал юристом, занимался политическими делами и был судьёй Высшего суда Северной Каролины в период с 1798 по 1799 год.

## Верховный суд США
В 1799 году судья Верховного суда США Джеймс Айделл скоропостижно скончался. Его место стало вакантным. Действующий на тот момент президент США Джон Адамс отреагировал на появившуюся вакансию и выдвинул Альфреда Мура 4 декабря 1799 года на должность судьи Верховного суда США. 21 апреля 1800 года Альфред Мур был утверждён Сенатом США на должность судьи Верховного суда США. Мур является самым низкорослым судьёй Верховного суда США. Его рост составлял 134 сантиметра. В связи со слабым здоровьем его вклад в историю Верховного суда США нельзя назвать значительным. Так за 5 лет службы он написал только одно решение (заключение) по делу «Бас против Тинги». В рамках этого дела Мур поддержал позицию, что Франция относилась к стану врага в период Квази-войны в 1798—1799 годах. По этой причине один из наблюдателей за деятельностью Верховного суда США поместил Альфред Мура в список худших судей в истории Суда. Мур оставался судьёй Верховного суда США вплоть до своей отставки — 26 января 1804 года.
Покинув Верховный суд США, он стал оказываться содействие основанию Университета Северной Каролины в Чапел-Хилле.

## Личная жизнь
В начале 1780-х годов Альфред Мур женился на Сюзанне Иглз.
Мур умер в округе Блейден, штат Северная Каролина. Его похоронили в церкви Святого Филиппа, недалеко от Уилмингтона.
Его летний дом Мурфилдс, построенный примерно в 1785 году в округе Ориндж (Северная Каролина), до сих пор стоит и в настоящее время занесён в Национальный реестр исторических мест США.

## Примечание
1. 1 2  Geni (мн.) — 2006.
2. ↑  Moore, Alfred | Federal Judicial Center. www.fjc.gov. Дата обращения: 5 августа 2019. Архивировано 5 августа 2019 года.
3. ↑  Historic Neighborhoods of Raleigh. www.northcarolinatravels.com. Дата обращения: 5 августа 2019. Архивировано 9 сентября 2019 года.
4. ↑  the late Bernard Schwartz. A Book of Legal Lists: The Best and Worst in American Law, with 150 Court and Judge Trivia Questions. — Oxford University Press, 1997-04-17. — 303 с. — ISBN 9780198026945.
5. ↑  Книга юридических рейтингов Лучшие и худшие в американском праве - PDF. docplayer.ru. Дата обращения: 6 августа 2019. Архивировано 6 августа 2019 года.